# Dolní Vítkov
Dolní Vítkov (deutsch Nieder Wittig) ist ein Ortsteil der Stadt Chrastava in Tschechien. Er liegt drei Kilometer nördlich von Chrastava und gehört zum Okres Liberec.

## Geographie
Dolní Vítkov befindet sich an Rande des Grottauer Beckens (Hrádecká pánev) in Tal des Vítkovský potok (Wittigbach). Nordöstlich liegt die Kuppe Pšeničkův kopec (461 m), die den höchsten Punkt des Beckens darstellt. Der dahinter gelegene Spálený vrch (Brandberg, 581 m) wird dem Isergebirge zugerechnet. Im Norden erhebt sich auf der Grenze zu Polen der Výhledy (Gickelsberg, 569 m), im Westen der Velký kopec (406 m) und der Hlásný vrch (Siebenfichten, 374 m) sowie der Chrastavský Špičák (Spitzberg, 361 m) im Südwesten.
Nachbarorte sind Horní Vítkov im Norden, Vysoký im Nordosten, Polní und Růžek im Osten, Vysoká und Horní Chrastava im Südosten, Chrastava und Dolní Chrastava im Süden, Bílý Kostel nad Nisou im Südwesten, Pekařka im Westen sowie Václavice im Nordwesten.

## Geschichte
Witkow wurde im Jahre 1290 durch mehrere Brüder aus der Gegend von Zittau gegründet. Das der Herrschaft Hammerstein und später der Herrschaft Reichenberg untertänige vier Kilometer lange Dorf wurde 1615 geteilt. Nieder Wittig, wie auch Ober Wittig, erhielten einen eigenen Ortsrichter. Die Kirche befand sich in Ober Wittig, die Bewohner des Ortes waren im 16. Jahrhundert protestantisch geworden. 1652 setzte die Gegenreformation ein und zahlreiche Einwohner verließen ihres Glaubens wegen als Exulanten Böhmen.
Im Jahre 1706 erhielt der berüchtigte Gräflich Gallassche Inspektor Karl Christian Platz von Ehrenthal Ober und Nieder Wittig als Lehngut. Er ließ in Ober Wittig ein Herrenhaus erbauen. Während des Siebenjährigen Krieges besetzten die Preußen das Dorf drei Tage lang und plünderten es aus. 1830 bestand Nieder Wittig aus 96 Häusern und hatte 652 Einwohner. Zu dieser Zeit bestanden im Ort drei Mühlen.
Nach der Aufhebung der Patrimonialherrschaften bildete Nieder Wittig ab 1850 eine Gemeinde in der Bezirkshauptmannschaft Reichenberg. Während des Deutschen Krieges zog  1866 am Hackelsberg das preußische Heer über die Grenze nach Österreich und richtete im Dorf großen Schaden an. 1930 lebten in der Gemeinde 537 Menschen.
Nach dem Münchner Abkommen wurde das Dorf 1938 dem Deutschen Reich zugeschlagen und gehörte bis 1945 zum Landkreis Reichenberg. 1939 hatte Nieder Wittig nur noch 502 Einwohner. Im Jahre 1944 erfolgte der Zusammenschluss mit Ober Wittig zu einer Gemeinde Wittig.
Nach Kriegsende kam das Dorf zur Tschechoslowakei zurück und die deutschen Bewohner wurden vertrieben. Bis 1960 gehörte Dolní Vítkov als Teil der Gemeinde Vítkov zum Okres Liberec-okolí und danach zum Okres Liberec. 1980 erfolgte die Eingemeindung nach Chrastava. 1991 hatte der Ort 220 Einwohner. Im Jahre 2001 bestand das Dorf aus 56 Häusern, in denen 257 Menschen lebten.

## Persönlichkeiten
- Leopold Alois Hoffmann (1760–1806), in Nieder Wittig geborener österreichischer Publizist und Dramatiker